# ナギギア島
座標: 南緯19度07.7分 東経177度56.5分 / 南緯19.1283度 東経177.9417度
ナギギア島（ナギギアとう、'Nagigia Island）は、太平洋南部のフィジー諸島で最も南西にある島。地図や海図の種類によってはデナム諸島のひとつに数えられることもある。カンダブ島の西の沖合に位置しており、民有で保護されている大きなラグーンがありシュノーケリングに多くの人が訪れる。
島の大きさは11ヘクタールほどで、フィジーにおいて4番目の大きさを誇る。島の南東部にはナギギアアイランドリゾートがあり、サーフィンやダイビングなどの観光客が多く訪れる。元は無人島であったものの、ニュージーランドの男性によりリゾートが作られてからは、サーフィンスポットとして知名度が高まり世界中からサーファーが訪れるまでになった。